# 孔達區
59°36′N 65°56′E / 59.600°N 65.933°E
孔達區（俄语：Кондинский район），是俄羅斯的一個區，位於該國中部，由漢特-曼西自治區負責管轄，面積55,170平方公里，2010年人口34,494，人口密度每平方公里0.63人。